# Amyris cubensis
Amyris cubensis là một loài thực vật có hoa trong họ Cửu lý hương. Loài này được (Borhidi & Acuña) Beurton mô tả khoa học đầu tiên năm 2008.